# Линда, Богуслав
Богу́слав Ли́нда (пол. Bogusław Linda; 27 июня 1952, Торунь, Польская Народная Республика) — польский актёр и режиссёр. Выпускник Государственной высшей театральной школы в Кракове, соучредитель и преподаватель варшавской киношколы.

## Биография
Окончил Театральную школу в Кракове в 1974 году. С 1975 года — актёр Старого театра в Кракове, затем работал во Вроцлавском польском театре. С 1981 года в варшавских театрах.
На экране дебютировал небольшой ролью в фильме «Дагни» (1976). Первые значительные роли — анархист Грызяк в политической драме А. Холланд «Лихорадка» (1980) и Сен-Жюст в не менее политическом «Дантоне» Анджея Вайды (1982). Многие фильмы с его участием во время военного положения в Польше были запрещены цензурой, и имя Линды надолго исчезает из титров польских картин. Перелом происходит лишь в 1987, когда снимаются «с полки» такие ленты, как «Случай» Кшиштофа Кесьлёвского, «Мать Королей» Я. Заорского, «Одинокая женщина» А. Холланд, «Магнат» Ф. Байона.
В последующие годы актёр активно снимается в Польше, Венгрии, Дании. Наиболее известные фильмы 90-х годов — «Кроль» (1991), «Сауна» и «Псы» (1992), «Приватный город» (1993), «Псы-2» (1995). Во многих из них Линда играет в нервной, подчеркнуто «американской» манере остронегативные роли «новых хозяев жизни»: гангстеров, полицейских, бизнесменов, людей одиноких, жестоких, безжалостных, но, в сущности говоря, психологически беззащитных. Исключение — лирическая роль в картине «Папа» (1995). В 1987 году снял короткометражный фильм «Конец», а 1990-м — «Сейшелы», в центре которого — судьба нового «потерянного поколения» в нынешней Польше.
Был удостоен звезды в Аллее Славы в родном городе Торунь. Жена — Лидия Попель, журналистка, редактор, фотограф, киноактриса, фотомодель. Отец двоих сыновей и дочери.

## Фильмография

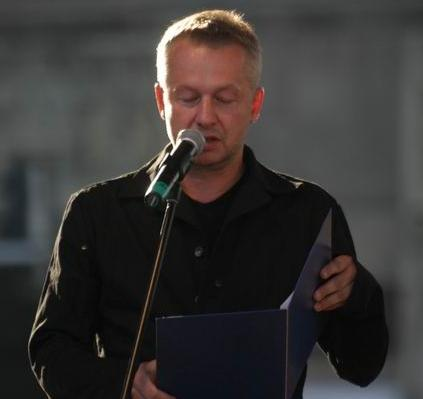

### Актёр
- 1976 — Дагни — Станислав Серославский
- 1977 — Распорядитель бала — Lekarz pogotowia
- 1978 — Pasja — гость (в титрах не указан)
- 1980 — Wściekły — Збигнев Зайдовский
- 1981 — Горячка — Gryziak
- 1981 — Страхи — UB-officer
- 1981 — Человек из железа — Dzidek
- 1981 — Одинокая женщина Kobieta samotna (ТВ) — Яцек Грохала
- 1981 — Wolny strzelec (ТВ)
- 1981 — Случай — Витек
- 1982 — Дантон — Сен-Жюст
- 1982 — Мама Круль и её сыновья — Клеменс Круль
- 1982 — Wierne blizny — Мечислав Шоховский (Мики)
- 1983 — Elveszett illúziók — Даниэль Андраш
- 1984 — Лепестки, цветки, венки — Tarnóczy Kornél
- 1984 — Eszkimó asszony fázik — Лаци
- 1984 — Synteza — Судья
- 1985 — Ceremonia pogrzebowa (ТВ) — Стефан Тарновский
- 1985 — Ядовитые растения (ТВ) — Адам
- 1986 — Tanie pieniądze
- 1987 — Магнат — Bolko
- 1987 — Inna wyspa — Анджей
- 1987 — Maskarada — Яцек Бурда
- 1987 — W zawieszeniu — офицер
- 1988 — Kocham kino — Actor Jan Korwin
- 1988 — Zabij mnie, glino — Ежи Малик
- 1988 — Crimen (телесериал) — Томаш Блудницкий — главная роль
- 1989 — Искусство любви — Lewacki
- 1989 — Мир разнообразия — Daniel, Jens' father
- 1989 — Ostatni dzwonek — член жюри
- 1990 — Декалог 7 — Войтек
- 1990 — Порно — Мики
- 1990 — Путешествие в день рождения
- 1990 — Potyautasok — Пётр
- 1991 — In flagranti — Доктор Адам Новак
- 1991 — Kroll — Lt. Arek
- 1992 — Всё, что самое важное — Тадеуш Богуцкий
- 1992 — Каналья / Kanalia — Збых
- 1992 — Sauna (ТВ) — Янек
- 1992 — Псы — Франц Маурер
- 1993 — Дневник, найденный в гробу
- 1993 — Янчо-Водолей — Stygma
- 1993 — Magneto — директор
- 1993 — Obcy musi fruwać
- 1993 — Pora na czarownice — ксёндз Ян
- 1994 — Псы 2 — Franz Maurer
- 1994 — Miasto prywatne — Павик
- 1995 — Папа — Михал Сулецкий
- 1995 — Провокатор — Артур Мария Херлинг
- 1996 — Шаманка — Михал
- 1996 — Słodko-gorzki — Филип Каминский
- 1997 — Ловушка — Александр Шустер
- 1997 — Охранник для дочери — Леон
- 1997 — Счастливого Нью-Йорка — Serfer
- 1998 — Билборд — Сьлиски
- 1998 — Демоны войны — майор Эдвард Келлер
- 1998 — Золото дезертиров — Рыжий
- 1998 — Нужно убить Секала — Иван Секал
- 1999 — Операция Самум
- 1999 — Пан Тадеуш — Яцек Соплица / священник Робак
- 2001 — Заказ на киллера — Алекс
- 2001 — Камо грядеши? — Петроний
- 2001 — Сезон лохов
- 2001 — Станция — гангстер Цина
- 2002 — Хакер[пол.] — Tosiek
- 2003 — Segment 76 — Маркс
- 2004 — Кабаны (сериал) — Ptasior
- 2005 — Время сёрферов — Джокер
- 2006 — Жасмин — Zeman
- 2006 — Летняя любовь — шериф
- 2007 — Светлые голубые окна — Артур
- 2009 — Правосудие волков — начальник УГРО, Пётр Алексеевич
- 2011 — Варшавская битва. 1920 — Болеслав Венява-Длугошовский
- 2016 — Послеобразы — Владислав Стжеминский

### Режиссёр
- 1988 — Koniec (режиссёр и сценарист)
- 1990 — Сейшелы
- 2000 — Sezon na leszcza
- 2006 — Светлые голубые окна